# Staatliche Slowakische Philharmonie Košice

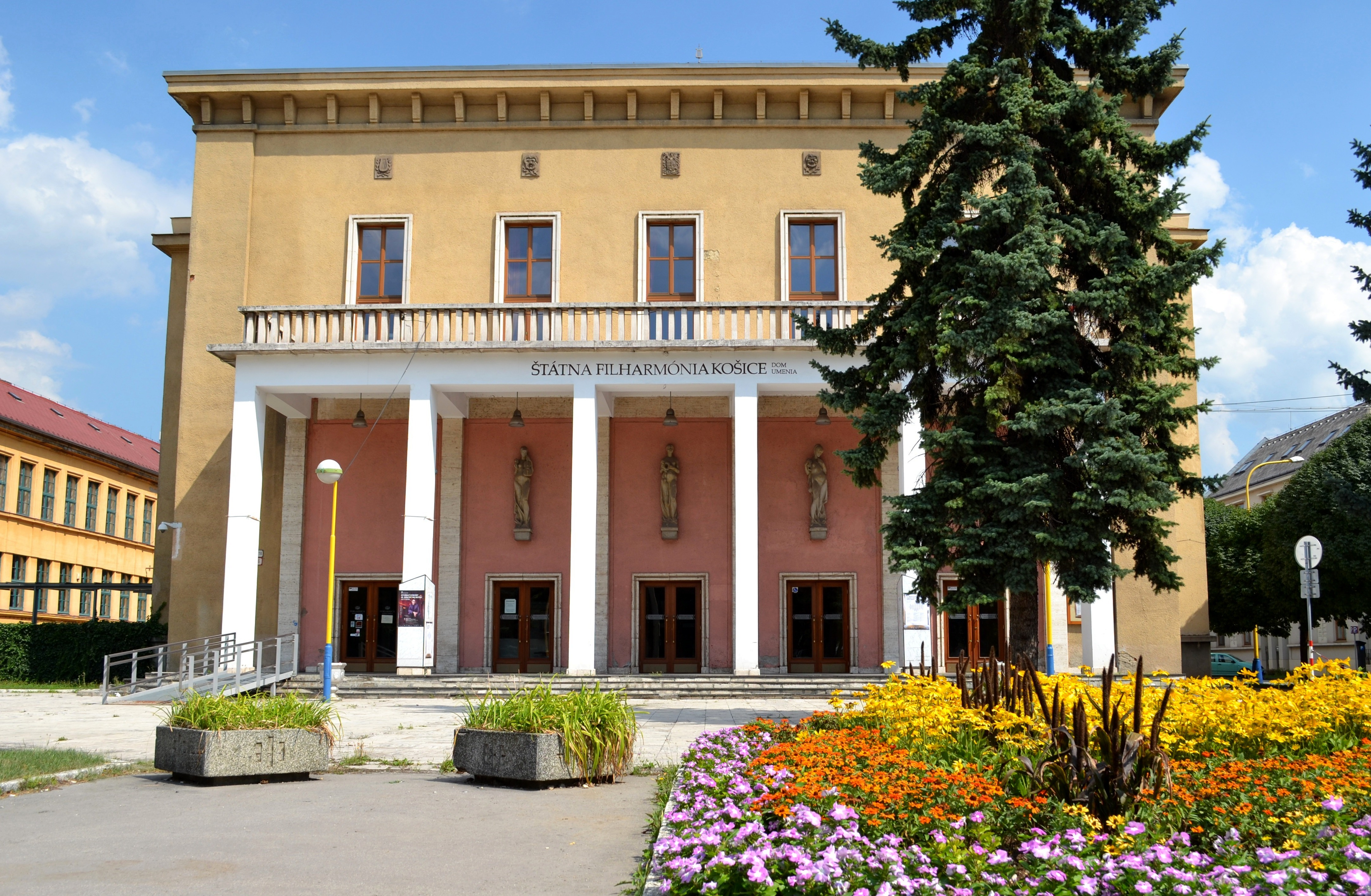
Štátna filharmónia Košice (ŠfK)

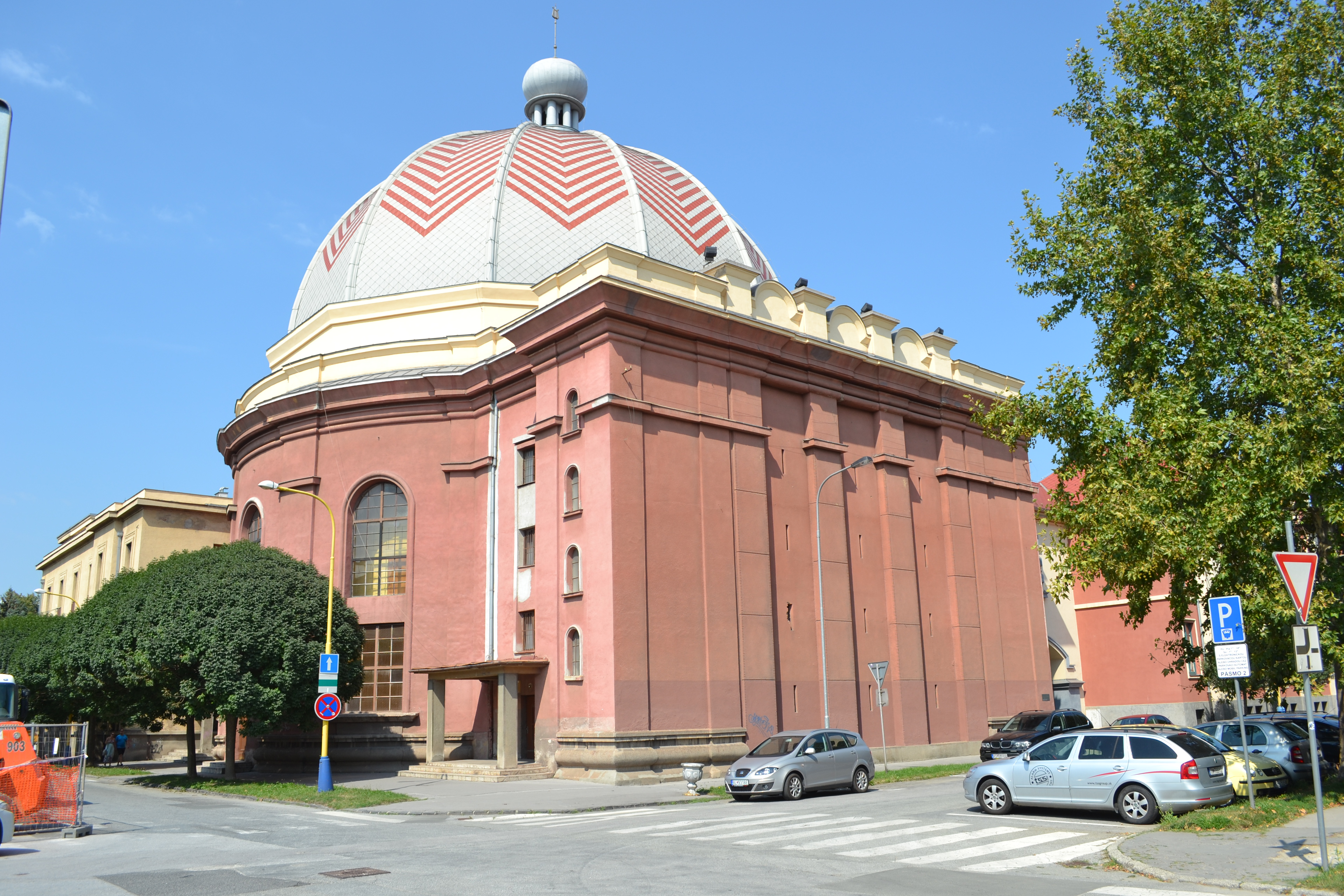
Gebäude in Košice

Das Staatliche Philharmonische Orchester Košice (Štátna filharmónia Košice (ŠfK)) ist neben der Slowakischen Philharmonie in Bratislava das zweite philharmonische Orchester der Slowakei. Es befindet sich im Osten der Slowakei, in Košice.

## Geschichte
Das Orchester wurde 1968 gegründet und gab bald darauf sein erstes Konzert. Abgesehen von seiner Konzerttätigkeit ist es bekannt für die Einspielung von musikalischen Raritäten. Allerdings hat es auch große Serien von Werken der Strauß-Familie erarbeitet und veröffentlicht.

## Orchesterleiter
- Bystrík Režucha (1968–1981)
- Stanislav Macura (1981–1983)
- Bystrík Režucha (1993–1995)
- Stanislav Macura (1995–1998)
- Tomáš Koutník (1998–2003)
- Jerzy Swoboda (2003–2008)
- Zbyněk Müller (2008–2021)
- Robert Jindra (seit 2021)

## Festivals
Das Orchester ist regelmäßig an drei jährlichen Festivals beteiligt: Dem Musikalischen Frühling Košice (Košická hudobná jar), dem Orgel-Festival (Medzinárodný organový festival) und seit 2003 dem Festival zeitgenössischer Kunst (Festival súčasného umenia).

## Aufnahmen (Auswahl der Raritäten)
- George Antheil: Capital of the World Fifth Symphony "Joyous" Archipelago (Dirigent: Barry Kolman)
- Granville Bantock: Old English Suite & Russian Scenes (Dirigent: Adrian Leaper)
- Domenico Bartolucci: Sinfonia Rustica & Concerto piano (Dirigenten: Walter Attanasi/Galina Vracheva)
- Frederic Hymen Cowen: Symphony Nr. 3 "Scandinavian" & Indian Rhapsody & The Butterfly's Ball (Dirigent: A. Leaper)
- Wilhelm Furtwängler: Symphonies, Concerto, Ouvertüre (Dirigenten: Alfred Walter/David Lively)
- Alexander Grechaninov: Symphony Nr. 1 & 2 (Dirigenten: Richard Edlinger/Johannes Wildner)
- Franz Lachner: Symphony Nr. 5 "Passionata" & Symphony Nr. 8 & Ball-Suite (Dirigenten: Peter Robinson/A. Walter)
- Heinrich Marschner: Ouvertüren (Kaiser Adolph von Nassau, Des Falkners Braut, Prinz Friedrich von Homburg, Lukretia, Der Bäbu, Der Goldschmied von Ulm, Der Templer und die Jüdin, Grand Ouvertüre solenne) (Dirigent: A. Walter)
- Mihály Mosonyi: Piano Concerto Symphony Nr. 1 (Dirigenten: Robert Stankovský/Klára Körmendi)
- Joseph Joachim Raff: Werke (Dirigent: R. Edlinger/Urs Schneider)
- Max von Schillings: Violin Concerto Op. 25 & Moloch & King Oedipus (Dirigent: A. Walter/Ernö Rozsa)
- Louis Spohr: Symphonies, Clarinet concertos (Dirigenten: A. Walter/Johannes Wildner/Ernst Ottensamer)
- Josef Strauss: Werke (Dirigenten: A. Walter/Michael Dittrich/Arthur Kulling/Ernst Märzendorfer/Karl Albert Geyer)
- Franz von Suppè: Ouvertüren (Dirigenten: A. Walter/Christian Pollack)
- Alexander Tansman: Symphony Nr. 5 & Stele in memoriam d`Igor Strawinskij & 4 Movements for Orchestra (Dirigent: Meir Minsky)
- Alexander Nikolajewitsch Tscherepnin: Symphony Nr. 4 & Romantic ouverture Op. 67 & Suite Op. 87 & Russian dances Op. 50 (Dirigent: Wing-Sie Yip)
- Émile Waldteufel: Werke (Dirigent: A. Walter)
- František Xaver Zomb/Jozef Podprocký: Missa brevis ex D ... (Dirigent: Richard Zimmer)